# حكومة إسرائيل الثالثة والثلاثون
حكومة إسرائيل الثالثة والثلاثون، تشكلت عام 2013 خلال دورة الكنيست التاسعة عشر، استمرت حتى عام 2015 وترأس الحكومة بنيامين نتنياهو.  تشكل الائتلاف من الاحزاب:  «الليكود- بيتنا»، «يش عتيد/يوجد مستقبل»، «البيت اليهودي» و «هتنوعا /الحركة».

## التشكيلة الحكومية

### وزراء «الليكود/ بيتنا»
1. بنيامين نتنياهو: رئيس الوزراء ووزير الخارجية.
2. موشيه (بوغي) يعلون: وزير الحرب.
3. جدعون ساعر: وزير الداخلية.
4. جلعاد أردان: وزير الاتصالات وسيتولى حقيبة حماية الجبهة الداخلية.
5. يسرائيل كاتس: وزير النقل والمواصلات.
6. يتسحاك أهرونوفيتش: وزير الأمن الداخلي.
7. ليمور ليفنات: وزيرة الثقافة والرياضة.
8. يوفال شتاينتس: وزير العلاقات الدولية.
9. سيلفان شالوم: وزير الطاقة والمياه، وسيشغل منصب وزير تطوير النقب والجليل.
10. عوزي لانداو: وزير السياحة.
11. يائير شامير: وزير الزراعة.
12. سوفا لاندفر: وزيرة الاستيعاب.

### وزراء حزب «هناك مستقبل»
1. يائير لبيد: وزير المالية.
2. شاي بيرون: وزير التربية والتعليم.
3. ياعيل جرمان: وزيرة الصحة.
4. مئير كوهين: وزير الشؤون الاجتماعية.
5. يعقوب بيري: وزير العلوم.

### وزراء حزب «البيت اليهودي»
1. نفتالي بينت: وزير الاقتصاد والتجارة.
2. أوري أريئيل: وزير الإسكان.
3. أوري أورباخ: وزير شؤون المواطنين المسنين.

### وزراء حزب «الحركة»
1. تسيبي ليفني: وزيرة العدل.
2. عمير بيرتس: وزير جودة البيئة.